# Bzová (přírodní památka)
Bzová je přírodní památka, které se rozprostírá v okolí vrcholu kopce Bzová (622 m n. m.) nacházející se ve Zlínském kraji nedaleko obce Vlčková. Je součástí Přírodního parku Hostýnské vrchy. Vyhlášena byla roku 1987.
Středem zájmu ochrany je lesní porost pralesovitého typu o stáří přesahující 160 let s charakteristickými dřevinami pro vrcholovou část Hostýnských vrchů.. Dříve hojněji zastoupená jedle bělokorá téměř odumřela, zbyly její souše a padlé kmeny. V podrostu se vyskytují běžné druhy karpatské květeny a na padlých kmenech nachází útočiště mnoho druhů bezobratlých, především xylofágní hmyz. Bukový porost přirozeně zmlazuje.
Oblast, ve které se chráněné území nachází, byla a je velmi intenzivně využívána člověkem, jak z hlediska hospodářského, tak rekreačního. Bzová je jednou ze zastávek Naučné stezky Lukov, která provází okolní přírodou Hostýnských vrchů.

## Lokalita

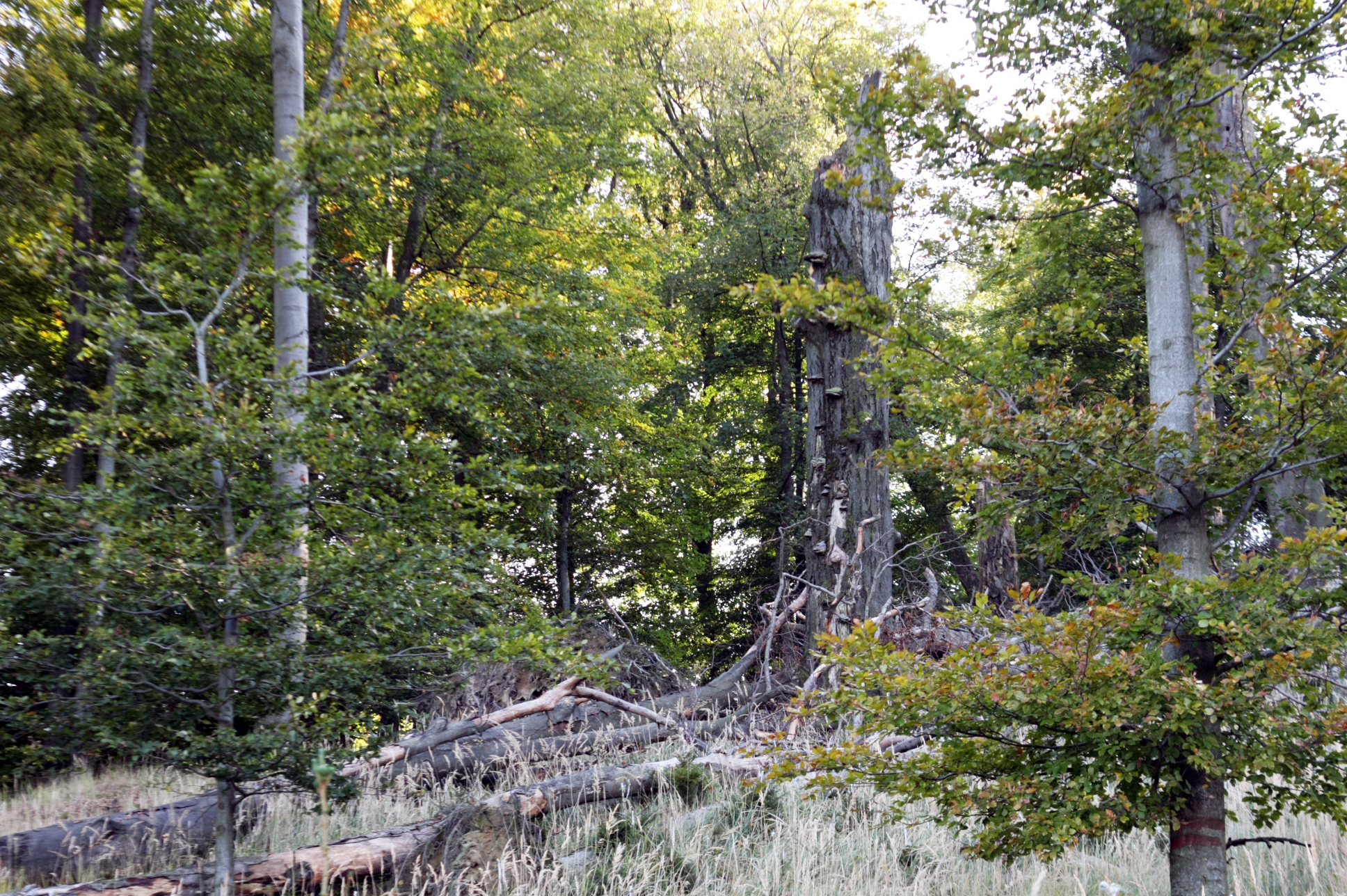
Prales

Přírodní památka spadá do Zlínského kraje, katastru obce Vlčková, od které je vzdáleno zhruba 2 km severozápadním směrem. Zaujímá plochu 2,64 ha v nadmořské výšce 595 – 622 m. Celé území patří do jihozápadní části Hostýnských vrchů náležících Hostýnsko-vsetínské hornatině, do geomorfologické subprovincie Vnějších Západních Karpat. Kopec Bzovou obklopuje hornatina s rozsáhlými lesy v okruhu několika desítek kilometrů, avšak blízké okolí vrcholu je otevřené do volné krajiny a vystavené extrémním povětrnostním výkyvům. Jihovýchodním směrem se kromě Vlčkové nachází vesnice Lukov, Kašava a Držková ve vzdálenosti zhruba 2 km. Celá kopcovitá oblast není zemědělsky příliš využívána. Dominuje zde lesnictví a chov skotu a dobytka.

## Historie
V těsné blízkosti území leží zřícenina hradu Lukov, jehož nejstarší části pocházejí ze 13. století. Oblast přírodní památky a okolní lesy byly tedy v minulosti hojně využívány k těžbě dřeva. Se zánikem hradu hospodaření neustalo, naopak došlo k intenzivnímu rozvoji vyvolaném valašskou kolonizací v 16. a 17. století. Aktivní lesnická činnost pokračuje v okolí dodnes. Nyní je les tvořen silnou bukovou kmenovinou o stáří přes 160 let. Území o rozloze 2, 6439 ha bylo vyhlášeno dne 16.4.1987 Okresním národním výborem Gottwaldov jako Přírodní památka, jejíž předmět ochrany je Bukový prales s klenem a jedlí.

## Přírodní poměry

### Geologie a pedologie
Přírodní památka je součástí geomorfologické provincie Západní Karpaty, subprovincie Vnější Západní Karpaty, oblasti Západní Beskydy, celku Vsetínsko - Hostýnská hornatina. Geologickým podkladem Bzové a přilehlého okolí je magurský flyš, tvořený převážně paleogenními flyšovými pískovci ráztockých vrstev soláňského souvrství. Napříč, zhruba středem území, se táhne balvanitý vrcholový hřeben.
Povrch je kamenitý, místy s balvany a sutěmi. Půdní pokryv je převážně tvořen kambizemí.

### Hydrologie
Podloží je tvořeno málo propustnými horninami magurského flyše, kvůli tomu nedochází k větší akumulaci vody.
Celé území je odvodňováno do Černého moře, z velké části náleží do povodí řeky Moravy, severovýchod je pak odvodňován řekou Bečvou.
Zajímavým je protější kopec Ondřejovsko, který tvoří hranici dvou hydrologických povodí. Severní část spadá do povodí Hané a Moravy od Malé Hané po Dřevnici, menší část na východní straně hřebene spadá do povodí Dřevnice a Moravy od Dřevnice po Olšavu. Do toho povodí spadá i kopec Bzová s Přírodní památkou.

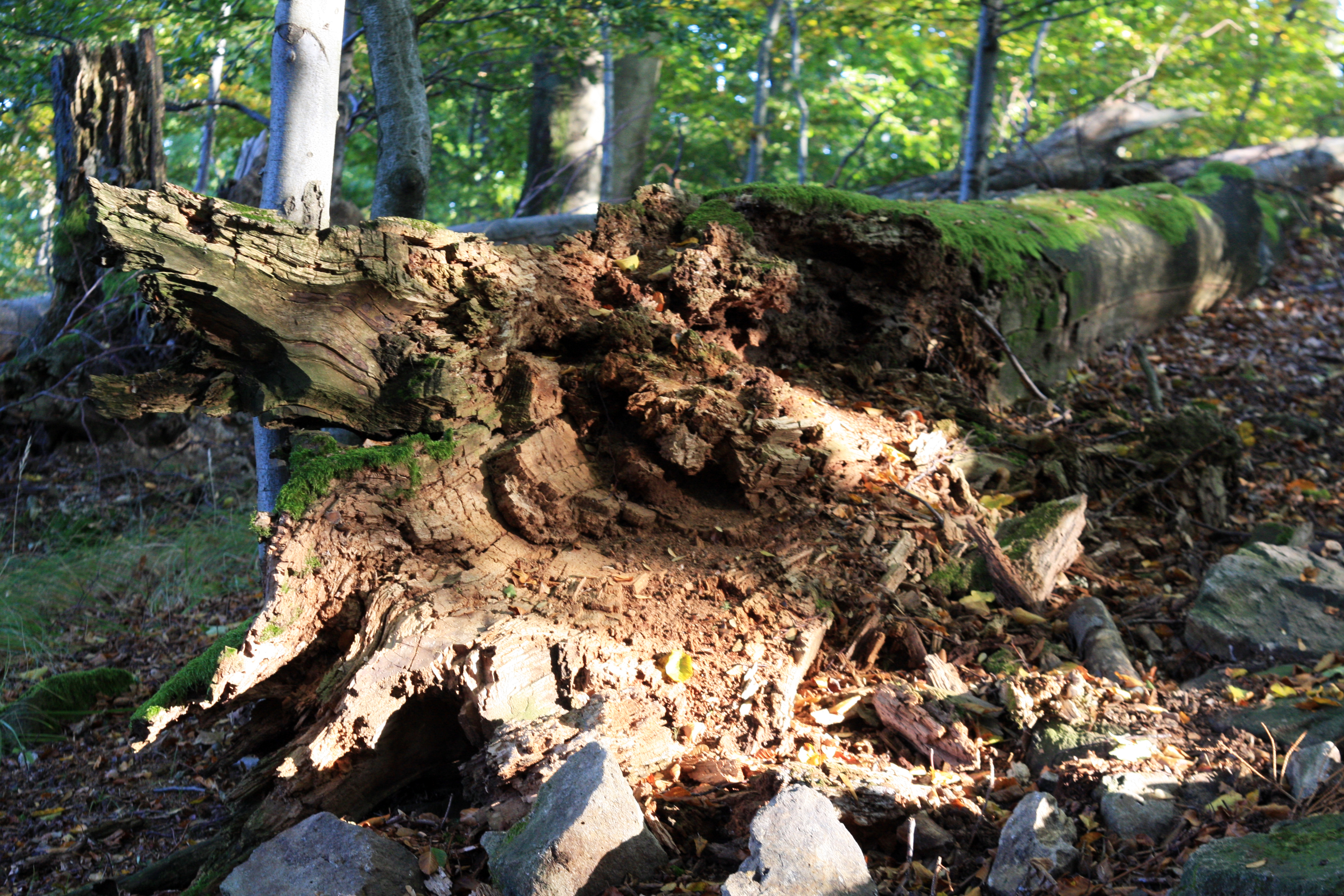
Padlé stromy podléhající přirozenému rozkladu jsou útočištěm pro četné druhy bezobratlých

Koryta všech řek a potoků jsou výrazně poznamenána lidskou činností. Docházelo k napřimování a ohrazování. Na některých tocích byly také zbudovány menší nádrže (rybníky, retenční nádrže, přehrady,..). Dvě retenční nádrže se nacházejí v blízkosti Přírodní památky v obci Vlčková.

### Flora
Vegetaci přírodní památky tvoří květnatá bučina (Dentario enneaphylli-Fagetum) s převažujícím buk lesní (Fagus Silvatica) ve stromovém patře, místy je přimísen javor klen (Acer pseudoplatanus), jilm horský (Ulmus glabra) a jedle bělokorá (Abies alba). V bylinném patře se vyskytují běžné druhy karpatské květeny, např. lýkovec jedovatý (Daphne mezereum), kyčelnice cibulkonosná (Dentaria bulbifera), svízel vonný (Galium odoratum), bažanka vytrvalá (Mercurialis perennis), šťavel kyselý (Oxalis acetosella), čistec lesní (Stachys sylvatica), česnáček lékařský (Alliaria petiolata) a vrbina hajní (Lysimachia nemorum). Na kořenech a kmenech buků je vyvinuto mechové patro.

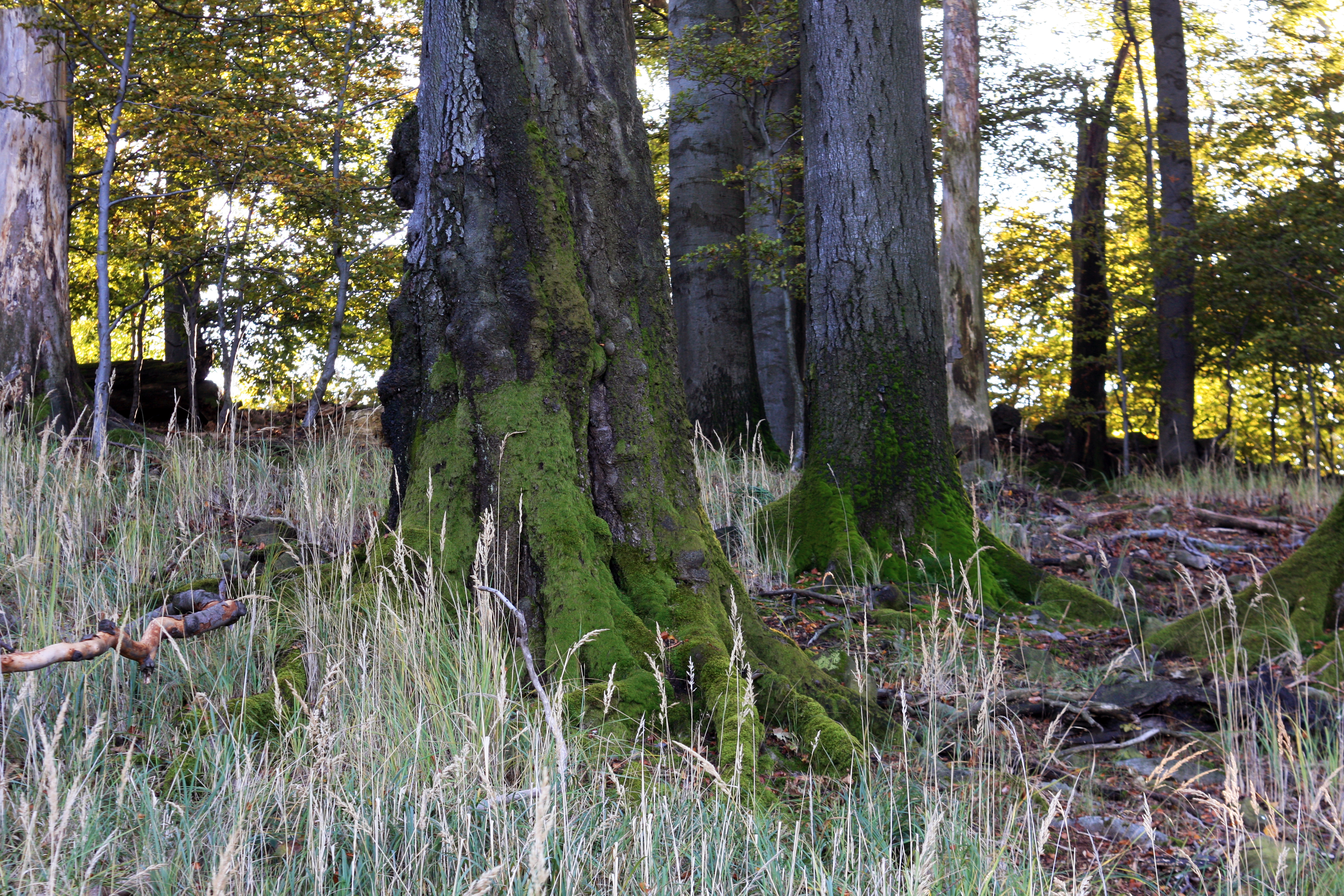
Mechy na kořenech a kmenech starých buků

### Fauna
Vzrostlé stromy s poskytují útočiště mnoha druhům ptáků, např. krahujec obecný (Accipiter nisus), jestřáb lesní (Accipiter gentilis), holub doupňák (Columba oenas), holub hřivnáč (Columba palumbus). Povalené kmeny a pahýly stromů tvoří stanoviště četným druhům bezobratlých, ty představují obživu pro strakapouda velkého (Dendrocopos major), strakapouda prostředního (Denrocopos medius), datla černého (Dryocopus martius). Z ptáků se zde dále vyskytuje brhlík lesní (Sitta europea) a střízlík obecný (Troglodytes troglodytes). Zvěř je typická pro lesy mírného pásma.

## Ochrana

### Předmět ochrany
Cílem ochrany je zachování původní druhové skladby pralesovitého charakteru v lesních typech lipová javořina a jedlová bučina.

### Environmentální problémy
Lesní porosty jsou z minulosti ovlivněny těžbou a následným zalesňováním holin nepůvodními druhy (smrk, borovice, modřín). Také prostorová skladba zalesnění byla pozměněna, což vedlo k častým sesuvům. Člověk měl na lokalitu nepříznivý vliv i v průběhu 19. a 20. století. Došlo k melioraci, k výstavbám lesních a asfaltových cest, regulaci potoků a dalším úpravám.
Ve 21. století jsou to zejména vysoké stavy lesní zvěře, která způsobuje značné škody. V lesích se vyskytuje hlavně zvěř srnčí, dančí a mufloní, která zabraňuje přirozené obnově. I jedle bělokorá (Abies alba), která se zde dříve hojněji vyskytovala, byla zredukována okusem semenáčků, a zejména pak negativním dopadem exhalací v průběhu 80. let minulého století. Nyní se zde nachází hlavně v podobě vývratů a trouchnivějícího dřeva.

### Plán péče
Na některých místech je potřeba provést mírné zásahy, v prvé řadě vyřezat nálet nepůvodních dřevin, především smrku ztepilého a také zahájit přirozenou obnovu původních dřevin s oplocením.

## Turismus
Přírodní památka Bzová je šesté zastavení naučné stezky Lukov. Hlavní část měří bez odboček 7,5 km a téměř celá vede lesními porosty. Vybudována byla v roce 1992 Českým svazem ochránců přírody Zlín. V průběhu let byla zrekonstruována a aktualizována. K začátku stezky se dá pohodlně dostat od autobusové zastávky Lukov, Domov důchodců směrem k hájovně Růžová.